# Lola Ochoa Ribes
Lola Ochoa Ribes (Valência, 4 de outubro de 1978) é uma atleta paralímpica espanhola de tênis em cadeira de rodas. Lola participou dos Jogos Paralímpicos de 2004, Jogos Paralímpicos de 2008, Jogos Paralímpicos de 2012 e do Mundial de 2013. Em 2013, Lola ficou na sexagésima primeira posição do ranking mundial. Em 2013, obteve dezesseis vitórias individuais e seis derrotas. Em 2013, venceu doze provas de duplas e sofreu seis derrotas.